# Basuki Tjahaja Purnama
Basuki Tjahaja Purnama, bekend onder zijn bijnaam Ahok (Manggar (Belitung), 29 juni 1966) is een Indonesisch politicus. Van 15 oktober 2012 tot 19 november 2014 was hij vice-gouverneur van Jakarta onder gouverneur Joko Widodo. Toen deze president werd schoof Basuki door naar de post van gouverneur.
In september 2016 kwam Ahok als christen onder vuur te liggen door het citeren van de Koran (Al-Ma'idah, vers 51). Hij zei dat het vers gebruikt werd door politieke tegenstanders om islamitische kiezers te doen geloven dat ze niet voor niet-moslims mogen stemmen. Ahok werd vervolgens blasfemie verweten door zijn tegenstanders. Op 2 december 2016 protesteerden 200.000 conservatieve moslims bij het Nationaal Monument voor zijn arrestatie.
In april 2017 verloor hij de verkiezingen voor een volgende termijn van Anies Baswedan. De uitslag was een triomf voor radicale moslims. 
Op 9 mei 2017 werd Ahok veroordeeld tot twee jaar gevangenisstraf vanwege godslastering. Hij kwam in januari 2019 vrij. Hij kreeg enkele maanden strafvermindering.